# Torneo Clausura 2014 (Chile)
El Campeonato Nacional de Primera División de la Asociación Nacional de Fútbol Profesional 2013-2014 es el primer torneo del año 2014 de la primera división del fútbol chileno y el segundo de la temporada 2013-14, que lo organiza la Asociación Nacional de Fútbol Profesional de Chile (ANFP). Se inició el 3 de enero y finalizó el 27 de abril.
Pese a que el fixture es el mismo del torneo anterior (solamente se invierten las localías), una de las novedades es el cambio de auspiciador, siendo Scotiabank el sustituto de Petrobras.

## Sistema de Campeonato
Se jugaron 17 fechas, bajo el sistema conocido como todos contra todos, en una sola rueda.
En el Campeonato se observará el sistema de puntos, de acuerdo a la reglamentación de
la Internacional F.A. Board, asignándose tres puntos, al equipo que resulte ganador; un punto, a cada uno en caso de empate; y cero punto al perdedor.
El orden de clasificación de los equipos, se determinará en una tabla de cómputo general, para decidir el campeonato, de la siguiente manera:
- A) Mayor cantidad de puntos obtenidos; en caso de igualdad;
- B) Partido de definición en cancha neutral.

Si se debe desempatar para otros fines (clasificación a liguilla, o descenso), será de la siguiente manera:
- A) Mayor cantidad de puntos obtenidos; en caso de igualdad;
- B) Mayor diferencia entre los goles marcados y recibidos; en caso de igualdad;
- C) Mayor cantidad de partidos ganados; en caso de igualdad;
- D) Mayor cantidad de goles convertidos; en caso de igualdad;
- E) Mayor cantidad de goles de visita marcados; en caso de igualdad;
- F) Menor cantidad de tarjetas rojas recibidas; en caso de igualdad;
- G) Menor cantidad de tarjetas amarillas recibidas; en caso de igualdad;
- H) Sorteo;

según lo dispuesto en el artículo 89 de las bases del campeonato.

### Clasificación a torneos internacionales

#### Copa Libertadores de América 2015
El equipo que resulte ser campeón del Torneo de Clausura, que rigen estas bases para este torneo, automáticamente adquiere el derecho a participar, en la Copa Libertadores de América del año siguiente, conocido como Chile 1.

#### Copa Sudamericana 2014
Los equipos que clasifiquen del segundo al quinto puesto, disputarán la liguilla para obtener un cupo a la Copa Sudamericana 2014, conocido como Chile 2. Además, el equipo que obtenga la mayor cantidad de puntos sumados entre este campeonato y el Torneo Apertura 2013 ocupará la plaza de Chile 3. No participarán de esta liguilla, los equipos que ya estuviesen clasificados para la fase de grupos de la Copa Libertadores 2014 (caso de Unión Española, O'Higgins y Universidad de Chile), ni Deportes Iquique, que ya está clasificado a la Copa Sudamericana por ser finalista de la liguilla Pre-Libertadores del torneo Apertura

### Descenso
Finalizados los torneos de apertura y clausura, los clubes que se ubiquen en las posiciones 17.ª y 18.ª de la tabla de cómputo general de las fases regulares de los Torneos de Apertura y Clausura de la Temporada 2013-2014, descenderán en forma automática a la Primera B y ascenderán dos clubes de Primera B a Primera División. Los ascensos y descensos se harán efectivos a partir de la temporada siguiente a aquella en que se produjeron.
En el evento que durante el desarrollo del campeonato, un equipo fuere sancionado por un órgano competente de la ANFP o externo y producto de esa sanción, se determinará su suspensión y/o descenso a la categoría inmediatamente inferior, este equipo ocupará el último lugar de la tabla general, que decreta el descenso a Primera B en la Temporada 2013-14.
Producido el hecho señalado en el artículo precedente, respecto a los puntos disputados o por disputar que correspondan con el equipo sancionado, si la suspensión, descenso o desafiliación, se produce en el transcurso del campeonato, los puntos disputados o por disputarse por el equipo sancionado y los equipos que jugaron o jugarán con él, se considerarán como nulos.

## Datos de los clubes
| Equipo                                        | Entrenador        | Ciudad        | Estadio                                  | Capacidad | Marca        | Patrocinador              |
| --------------------------------------------- | ----------------- | ------------- | ---------------------------------------- | --------- | ------------ | ------------------------- |
| Audax Italiano                                | Jaime Rubilar     | La Florida    | Bicentenario de La Florida               | 12.000    | Diadora      | Ideal                     |
| Cobreloa                                      | Marcelo Trobbiani | Calama        | Luis Becerra Constanzo                   | 4.000     | Lotto        | Finning CAT               |
| Cobresal                                      | José Cantillana   | El Salvador   | El Cobre                                 | 20.752    | Lotto        | PF                        |
| Colo-Colo                                     | Héctor Tapia      | Macul         | Monumental                               | 47.017    | Under Armour | Cristal                   |
| Deportes Antofagasta                          | Jaime Muñoz       | Antofagasta   | Bicentenario Calvo y Bascuñán            | 21.178    | Uhlsport     | Minera Escondida          |
| Deportes Iquique                              | Jaime Vera        | Iquique       | Tierra de Campeones                      | 12.000    | Lotto        | ZOFRI                     |
| Everton                                       | Nelson Acosta     | Viña del Mar  | Estadio Regional Chiledeportes           | 23.000    | O' Concept   | Viña ciudaddeldeporte.com |
| Huachipato                                    | Mario Salas       | Talcahuano    | CAP                                      | 10.500    | Mitre        | CAP                       |
| Ñublense                                      | Pablo Abraham     | Chillán       | Bicentenario Nelson Oyarzún Arenas       | 12.000    | Uhlsport     | PF                        |
| O'Higgins                                     | Eduardo Berizzo   | Rancagua      | Estadio El Teniente                      | 15.600    | Diadora      | VTR                       |
| Palestino                                     | Emiliano Astorga  | La Cisterna   | Municipal de La Cisterna                 | 12.000    | Training     | Bank of Palestine         |
| Rangers                                       | Jorge Garcés      | Talca         | Bicentenario Fiscal de Talca             | 8.324     | Lotto        | PF                        |
| Santiago Wanderers                            | Héctor Robles     | Valparaíso    | Bicentenario Elías Figueroa Brander      | 23.000    | Mitre        | TPS                       |
| Unión Española                                | José Luis Sierra  | Independencia | Santa Laura - Universidad SEK            | 22.000    | Joma         | Universidad SEK           |
| Unión La Calera                               | Néstor Craviotto  | La Calera     | Municipal Nicolás Chahuán Nazar          | 10.000    | Training     | PF                        |
| Universidad Católica                          | Rodrigo Astudillo | Las Condes    | San Carlos de Apoquindo                  | 20.000    | Puma         | DirecTV                   |
| Universidad de Chile                          | Cristián Romero   | Ñuñoa         | Estadio Nacional Julio Martínez Prádanos | 49.000    | Adidas       | Claro                     |
| Universidad de Concepción                     | Pablo Sánchez     | Concepción    | Municipal de Yumbel                      | 3.000     | Penalty      | PF                        |
| Datos actualizados al día 16 de enero de 2014 |                   |               |                                          |           |              |                           |

### Observaciones
- Los siguientes estadios serán remodelados y no se podrán utilizar durante el 2014: el Municipal de Calama (capacidad ampliada a 13.500),  el Sausalito de Viña del Mar (capacidad ampliada a 25.500), El Teniente de Rancagua (capacidad ampliada a 15.252), y el estadio Alcaldesa Ester Roa Rebolledo.
- Universidad de Chile, usará el Estadio Nacional, para los encuentros de alta convocatoria y el Santa Laura - Universidad SEK, para los encuentros de baja convocatoria.
- Cobreloa, usará el Estadio Regional Calvo y Bascuñán, para los encuentros de alta convocatoria y su estadio La Madriguera, para los encuentros de baja convocatoria.
- O'Higgins, usará el Estadio Monumental, para los partidos de alta convocatoria y el estadio Municipal de La Pintana, para los encuentros de baja convocatoria.
- Universidad de Concepción usará el Estadio CAP para los partidos de alta convocatoria y el Estadio Municipal de Yumbel, para los encuentros de baja convocatoria.
- Deportes Iquique debió jugar como local el partido de la fecha 16 del campeonato (contra Rangers) en el Estadio Municipal de La Pintana, ya que el Estadio Tierra de Campeones fue utilizado como albergue para damnificados del Terremoto de Iquique de 2014.

### Cambios de entrenadores
Los entrenadores interinos aparecen en cursiva.
| Equipo               | Entrenador (jornadas)                                                 |
| -------------------- | --------------------------------------------------------------------- |
| Universidad de Chile | Marco Antonio Figueroa (1 - 3) Cristián Romero (4 - 17)               |
| Everton              | Omar Labruna (1 - 3) Nelson Acosta (4 - 17)                           |
| Cobreloa             | Jorge García (1 - 7) César Bravo (8 - 10) Marcelo Trobbiani (11 - 17) |
| Deportes Antofagasta | Gustavo Huerta (1 - 7) Jaime Muñoz (8 - 17)                           |
| Santiago Wanderers   | Ivo Basay (1 - 9) Héctor Robles (10 - 17)                             |
| Rangers              | Fernando Gamboa (1 - 12) Jorge Garcés (13 - 17)                       |

## Equipos porregión
| Región        | N.º | Equipos                                                                                           |
| ------------- | --- | ------------------------------------------------------------------------------------------------- |
| Metropolitana | 6   | Audax Italiano, Colo-Colo, Palestino, Unión Española, Universidad Católica y Universidad de Chile |
| Valparaíso    | 3   | Everton, Santiago Wanderers y Unión La Calera                                                     |
| Biobío        | 3   | Huachipato, Ñublense y Universidad de Concepción                                                  |
| Antofagasta   | 2   | Cobreloa y Deportes Antofagasta                                                                   |
| Tarapacá      | 1   | Deportes Iquique                                                                                  |
| Atacama       | 1   | Cobresal                                                                                          |
| O'Higgins     | 1   | O'Higgins                                                                                         |
| Maule         | 1   | Rangers                                                                                           |

| Deportes Iquique Deportes Antofagasta Cobreloa Cobresal Unión La Calera Santiago Wanderers Everton Equipos de Santiago O'Higgins Rangers Ñublense Huachipato U. de Concepción |
| Deportes Iquique Deportes Antofagasta Cobreloa Cobresal Unión La Calera Santiago Wanderers Everton Equipos de Santiago O'Higgins Rangers Ñublense Huachipato U. de Concepción |

|
| Audax Italiano Universidad de Chile Colo-Colo Universidad Católica Unión Española Palestino |

|}

}

## Clasificación de equipos
Fecha de Actualización: 27 de abril de 2014
| Premio            | Pos. | Equipos              | PJ | PG | PE | PP | GF | GC | DIF | PTS |
| ----------------- | ---- | -------------------- | -- | -- | -- | -- | -- | -- | --- | --- |
|                   | 1.   | Colo-Colo            | 17 | 13 | 3  | 1  | 45 | 20 | +25 | 42  |
|                   | 2.   | Universidad Católica | 17 | 10 | 3  | 4  | 32 | 19 | +13 | 33  |
|                   | 3.   | O'Higgins            | 17 | 8  | 6  | 3  | 20 | 12 | +8  | 30  |
| Copa Sudamericana | 4.   | U. de Concepción     | 17 | 7  | 6  | 4  | 20 | 17 | +3  | 27  |
| Copa Sudamericana | 5.   | Palestino            | 17 | 7  | 5  | 5  | 25 | 20 | +5  | 26  |
|                   | 6.   | Huachipato           | 17 | 7  | 4  | 6  | 31 | 28 | +3  | 25  |
|                   | 7.   | Deportes Iquique     | 17 | 8  | 1  | 8  | 23 | 24 | -1  | 25  |
| Copa Sudamericana | 8.   | Cobreloa             | 17 | 6  | 4  | 7  | 21 | 22 | -1  | 22  |
|                   | 9.   | Unión Española       | 17 | 6  | 4  | 7  | 25 | 34 | -9  | 22  |
| Copa Sudamericana | 10.  | Cobresal             | 17 | 6  | 3  | 8  | 23 | 25 | -2  | 21  |
|                   | 11.  | Deportes Antofagasta | 17 | 5  | 6  | 6  | 19 | 23 | -4  | 21  |
|                   | 12.  | Universidad de Chile | 17 | 6  | 2  | 9  | 27 | 27 | 0   | 20  |
|                   | 13.  | Unión La Calera      | 17 | 6  | 2  | 9  | 21 | 28 | -7  | 20  |
|                   | 14.  | Audax Italiano       | 17 | 4  | 7  | 6  | 22 | 22 | 0   | 19  |
|                   | 15.  | Santiago Wanderers   | 17 | 5  | 4  | 8  | 22 | 24 | -2  | 19  |
|                   | 16.  | Everton              | 17 | 5  | 4  | 8  | 16 | 27 | -11 | 19  |
|                   | 17.  | Ñublense             | 17 | 5  | 2  | 10 | 21 | 30 | -9  | 17  |
|                   | 18.  | Rangers              | 17 | 4  | 4  | 9  | 15 | 26 | -11 | 16  |

|  | Campeón y clasificado a la Copa Libertadores 2015 como "Chile 1"                  |
|  | Clasifican a la Liguilla por el cupo de "Chile 2" para la Copa Sudamericana 2014. |

(*) Nota: En caso de una igualdad de puntaje en el primer lugar de la tabla, se hará un partido único de definición en territorio neutral, para definir al Campeón del Torneo.

- Por disposición de la ANFP cada equipo que esté en zona de clasificación anualmente solo podrá participar en 1 torneo internacional ya sea Copa Libertadores o Sudamericana, de tal manera, Unión Española, O'Higgins y Universidad de Chile, no podrán clasificar a la liguilla por el cupo de "Chile 2" para la Copa Sudamericana 2014, debido a su participación en la Copa Libertadores 2014; Deportes Iquique tampoco accederá a la liguilla, debido a que ya está clasificado como "Chile 4" para la Copa Sudamericana 2014. Huachipato tampoco jugará la liguilla, porque ya clasificó como "Chile 1" para la Copa Sudamericana 2014, debido a que jugó la final de la Copa Chile MTS 2013-14, precisamente ante el equipo iquiqueño. Tampoco puede clasificar a la liguilla Universidad Católica, porque ya clasificó como "Chile 3", por ser el líder de la Tabla Acumulada 2013-14.

## Evolución de la clasificación
| Equipo / Fecha       | 01 | 02 | 03 | 04 | 05 | 06 | 07 | 08 | 09 | 10 | 11 | 12 | 13 | 14 | 15 | 16 | 17 |
| -------------------- | -- | -- | -- | -- | -- | -- | -- | -- | -- | -- | -- | -- | -- | -- | -- | -- | -- |
| Audax Italiano       | 11 | 7  | 6  | 10 | 12 | 15 | 11 | 11 | 10 | 12 | 16 | 17 | 17 | 14 | 16 | 13 | 14 |
| Cobreloa             | 13 | 8  | 7  | 9  | 7  | 9  | 8  | 10 | 14 | 16 | 17 | 12 | 10 | 8  | 11 | 11 | 8  |
| Cobresal             | 17 | 17 | 16 | 17 | 16 | 17 | 16 | 14 | 17 | 11 | 15 | 10 | 14 | 16 | 12 | 15 | 10 |
| Colo-Colo            | 5  | 2  | 3  | 1  | 1  | 1  | 1  | 1  | 1  | 1  | 1  | 1  | 1  | 1  | 1  | 1  | 1  |
| D. Antofagasta       | 9  | 13 | 13 | 8  | 11 | 13 | 14 | 15 | 18 | 17 | 14 | 9  | 15 | 12 | 13 | 10 | 11 |
| Deportes Iquique     | 14 | 9  | 8  | 14 | 9  | 5  | 5  | 4  | 5  | 5  | 5  | 3  | 4  | 5  | 5  | 5  | 7  |
| Everton              | 18 | 18 | 18 | 18 | 18 | 18 | 18 | 17 | 12 | 15 | 11 | 14 | 16 | 17 | 14 | 16 | 16 |
| Huachipato           | 16 | 12 | 10 | 13 | 15 | 16 | 17 | 16 | 13 | 14 | 10 | 11 | 9  | 11 | 8  | 6  | 6  |
| Ñublense             | 12 | 16 | 14 | 16 | 17 | 14 | 15 | 18 | 15 | 13 | 9  | 13 | 11 | 13 | 15 | 17 | 17 |
| O'Higgins            | 7  | 5  | 5  | 4  | 2  | 3  | 3  | 2  | 3  | 3  | 3  | 4  | 3  | 3  | 3  | 3  | 3  |
| Palestino            | 2  | 1  | 2  | 2  | 3  | 4  | 4  | 5  | 4  | 4  | 4  | 6  | 5  | 4  | 4  | 4  | 5  |
| Rangers              | 15 | 15 | 11 | 15 | 14 | 12 | 13 | 13 | 16 | 18 | 18 | 18 | 18 | 18 | 18 | 18 | 18 |
| Santiago Wanderers   | 3  | 10 | 9  | 11 | 13 | 10 | 12 | 8  | 9  | 9  | 13 | 16 | 12 | 15 | 17 | 14 | 15 |
| Unión Española       | 10 | 14 | 17 | 12 | 8  | 11 | 10 | 12 | 11 | 8  | 8  | 8  | 8  | 9  | 6  | 8  | 9  |
| Unión La Calera      | 1  | 6  | 12 | 7  | 10 | 7  | 9  | 9  | 7  | 10 | 12 | 15 | 13 | 10 | 9  | 12 | 13 |
| Universidad Católica | 4  | 4  | 4  | 5  | 4  | 2  | 2  | 3  | 2  | 2  | 2  | 2  | 2  | 2  | 2  | 2  | 2  |
| Universidad de Chile | 6  | 11 | 15 | 6  | 5  | 6  | 6  | 6  | 6  | 6  | 6  | 5  | 6  | 7  | 9  | 9  | 12 |
| U. de Concepción     | 8  | 3  | 1  | 3  | 6  | 8  | 7  | 7  | 8  | 7  | 7  | 7  | 7  | 6  | 7  | 7  | 4  |

* Nota: No siempre los partidos de cada jornada se juegan en la fecha programada por diversos motivos. Sin embargo, la evolución de la clasificación de cada equipo se hace bajo el supuesto de que no hay aplazamiento.

## Tabla Acumulada 2013-14
Esta tabla acumulada, que es la sumatoria de las tablas del Apertura y Clausura, se utilizó para determinar un cupo para la Copa Sudamericana 2014 como "Chile 3", al segundo clasificado a la Supercopa 2014 (de entre los campeones del Apertura y Clausura) y a los equipos que descendieron de categoría. Este año no hubo liguilla de promoción, como fue costumbre hasta el 2013.
- En caso de que el líder de esta tabla esté participando en la Copa Libertadores 2014, cederá su cupo al equipo que le sigue. Universidad Católica no participó en el torneo continental mencionado y por lo tanto se clasificó a la Sudamericana del año en curso.
- O'Higgins y Colo-Colo, campeones del Apertura y Clausura respectivamente, disputaron la clasificación a la Supercopa 2014. Puesto que finalmente, se lo llevó O'Higgins, campeón del Apertura, que superó en esta tabla a Colo-Colo, campeón del Clausura y se clasificó para la Supercopa 2014, donde se enfrentará a Deportes Iquique, campeón de la Copa Chile MTS 2013-14, en partido único en cancha neutral.
- Los equipos que ocupen los dos últimos lugares descenderán directamente a la Primera B de la temporada 2014-15 y serán reemplazados por el campeón y el subcampeón de esa categoría, de la temporada en desarrollo. El primer descendido es Rangers (que descendió tras perder como local ante Audax Italiano). Su acompañante fue Everton

 Fecha de Actualización: 27 de abril de 2014 
|  | Pos. | Equipos                                                                          | PJ | PG | PE | PP | GF | GC | Dif. | Pts. | Rend.  |
|  | ---- | -------------------------------------------------------------------------------- | -- | -- | -- | -- | -- | -- | ---- | ---- | ------ |
|  | 1.   | Universidad Católica                                                             | 34 | 22 | 6  | 6  | 69 | 32 | +37  | 72   | 70,59% |
|  | 2.   | O'Higgins                                                                        | 34 | 20 | 9  | 5  | 48 | 25 | +23  | 69   | 67,65% |
|  | 3.   | Colo-Colo                                                                        | 34 | 20 | 6  | 8  | 67 | 43 | +24  | 66   | 64,71% |
|  | 4.   | Palestino                                                                        | 34 | 15 | 8  | 11 | 51 | 46 | +5   | 53   | 51,96% |
|  | 5.   | Deportes Iquique                                                                 | 34 | 15 | 6  | 13 | 45 | 45 | 0    | 51   | 50,00% |
|  | 6.   | Unión Española                                                                   | 34 | 15 | 5  | 14 | 46 | 49 | -3   | 50   | 49,02% |
|  | 7.   | U. de Concepción                                                                 | 34 | 12 | 13 | 9  | 41 | 36 | +5   | 49   | 48,04% |
|  | 8.   | Universidad de Chile                                                             | 34 | 13 | 8  | 13 | 58 | 43 | +15  | 47   | 46,08% |
|  | 9.   | Cobreloa                                                                         | 34 | 12 | 9  | 13 | 40 | 40 | 0    | 45   | 44,12% |
|  | 10   | Cobresal                                                                         | 34 | 13 | 6  | 15 | 41 | 50 | -9   | 45   | 44,12% |
|  | 11.  | Archivo:600px 600px bisection vertical White HEX-0033CC.svg Deportes Antofagasta | 34 | 11 | 11 | 12 | 37 | 45 | -8   | 44   | 43,14% |
|  | 12.  | Ñublense                                                                         | 34 | 12 | 5  | 18 | 49 | 57 | -8   | 41   | 40,20% |
|  | 13.  | Santiago Wanderers                                                               | 34 | 10 | 10 | 14 | 42 | 49 | -7   | 40   | 39,22% |
|  | 14.  | Huachipato                                                                       | 34 | 10 | 8  | 16 | 40 | 48 | -8   | 38   | 37,25% |
|  | 15.  | Audax Italiano                                                                   | 34 | 8  | 12 | 14 | 45 | 47 | -2   | 36   | 35,29% |
|  | 16.  | Unión La Calera                                                                  | 34 | 9  | 8  | 17 | 36 | 52 | -16  | 35   | 34,31% |
|  | 17.  | Everton                                                                          | 34 | 10 | 5  | 19 | 32 | 56 | -24  | 35   | 34,31% |
|  | 18.  | Rangers                                                                          | 34 | 8  | 7  | 19 | 35 | 58 | -23  | 31   | 30,39% |

Pts = Puntos; PJ = Partidos Jugados; G = Partidos Ganados; E = Partidos Empatados; P = Partidos Perdidos; GF = Goles Anotados; GC = Goles Recibidos; Dif = Diferencia de gol
| Copa Sudamericana | Clasificado como "Chile 3" a la Copa Sudamericana 2014.                                 |
|                   | Disputará la Supercopa 2014 frente a Deportes Iquique, campeón de la Copa Chile 2013/14 |
|                   | Desciendieron a la Primera B 2014-15.                                                   |

## Evolución de la tabla
| Equipo / Fecha       | 01 | 02 | 03 | 04 | 05 | 06 | 07 | 08 | 09 | 10 | 11 | 12 | 13 | 14 | 15 | 16 | 17 |
| -------------------- | -- | -- | -- | -- | -- | -- | -- | -- | -- | -- | -- | -- | -- | -- | -- | -- | -- |
| Audax Italiano       | 15 | 14 | 14 | 14 | 14 | 15 | 14 | 14 | 14 | 14 | 15 | 15 | 17 | 15 | 17 | 15 | 15 |
| Cobreloa             | 13 | 9  | 9  | 10 | 9  | 8  | 8  | 9  | 10 | 12 | 12 | 12 | 10 | 9  | 9  | 10 | 9  |
| Cobresal             | 12 | 13 | 11 | 12 | 11 | 13 | 13 | 11 | 12 | 9  | 10 | 9  | 11 | 12 | 10 | 11 | 10 |
| Colo-Colo            | 6  | 5  | 5  | 4  | 3  | 3  | 3  | 3  | 3  | 3  | 3  | 3  | 3  | 3  | 3  | 3  | 3  |
| D. Antofagasta       | 11 | 10 | 12 | 9  | 10 | 11 | 10 | 13 | 13 | 13 | 11 | 10 | 12 | 11 | 12 | 9  | 11 |
| Deportes Iquique     | 7  | 7  | 8  | 8  | 7  | 7  | 6  | 4  | 5  | 5  | 5  | 4  | 5  | 5  | 6  | 5  | 5  |
| Everton              | 16 | 17 | 18 | 18 | 17 | 17 | 17 | 17 | 16 | 16 | 14 | 14 | 16 | 17 | 16 | 17 | 17 |
| Huachipato           | 18 | 16 | 17 | 17 | 18 | 18 | 18 | 18 | 18 | 18 | 17 | 17 | 15 | 16 | 15 | 14 | 14 |
| Ñublense             | 9  | 11 | 10 | 11 | 12 | 10 | 11 | 12 | 9  | 10 | 8  | 11 | 9  | 10 | 11 | 12 | 12 |
| O'Higgins            | 2  | 2  | 2  | 1  | 1  | 2  | 2  | 1  | 2  | 2  | 2  | 2  | 2  | 2  | 2  | 2  | 2  |
| Palestino            | 4  | 3  | 3  | 3  | 4  | 4  | 4  | 5  | 4  | 4  | 4  | 6  | 4  | 4  | 4  | 4  | 4  |
| Rangers              | 17 | 18 | 16 | 16 | 16 | 16 | 16 | 16 | 17 | 17 | 18 | 18 | 18 | 18 | 18 | 18 | 18 |
| Santiago Wanderers   | 10 | 12 | 13 | 13 | 13 | 12 | 12 | 10 | 11 | 15 | 13 | 13 | 13 | 13 | 13 | 13 | 13 |
| Unión Española       | 5  | 6  | 7  | 6  | 6  | 6  | 7  | 7  | 7  | 7  | 7  | 7  | 7  | 7  | 5  | 6  | 6  |
| Unión La Calera      | 14 | 15 | 15 | 15 | 15 | 14 | 15 | 15 | 15 | 15 | 16 | 16 | 14 | 14 | 14 | 16 | 16 |
| Universidad Católica | 1  | 1  | 1  | 2  | 2  | 1  | 1  | 2  | 1  | 1  | 1  | 1  | 1  | 1  | 1  | 1  | 1  |
| Universidad de Chile | 3  | 4  | 6  | 5  | 5  | 5  | 5  | 6  | 6  | 6  | 6  | 5  | 6  | 6  | 7  | 7  | 8  |
| U. de Concepción     | 8  | 8  | 4  | 7  | 8  | 9  | 9  | 8  | 8  | 8  | 9  | 8  | 8  | 8  | 8  | 8  | 7  |

* Nota: No siempre los partidos de cada jornada se juegan en la fecha programada por diversos motivos. Sin embargo, la evolución de la clasificación de cada equipo se hace bajo el supuesto de que no hay aplazamiento.

## Resultados
| Fecha 1            | Fecha 1   | Fecha 1              | Fecha 1                      | Fecha 1    | Fecha 1 |
| Local              | Resultado | Visita               | Estadio                      | Fecha      | Hora    |
| ------------------ | --------- | -------------------- | ---------------------------- | ---------- | ------- |
| O'Higgins          | 1 - 0     | Deportes Iquique     | Monumental                   | 3 de enero | 18:30   |
| Santiago Wanderers | 4 - 2     | Huachipato           | Bicentenario Lucio Fariña    | 3 de enero | 21:15   |
| Palestino          | 4 - 0     | Everton              | Municipal de La Cisterna     | 4 de enero | 16:30   |
| U. de Concepción   | 1 - 0     | Cobreloa             | Municipal de Yumbel          | 4 de enero | 18:30   |
| Rangers            | 0 - 1     | Universidad de Chile | Bicentenario Fiscal de Talca | 4 de enero | 18:45   |
| Unión Española     | 1 - 1     | Deportes Antofagasta | Santa Laura                  | 4 de enero | 21:00   |
| Cobresal           | 1 - 5     | Unión La Calera      | El Cobre                     | 5 de enero | 16:30   |
| Ñublense           | 1 - 2     | Universidad Católica | Bicentenario Nelson Oyarzún  | 5 de enero | 16:30   |
| Colo-Colo          | 2 - 1     | Audax Italiano       | Monumental                   | 5 de enero | 19:00   |

| Fecha 2              | Fecha 2   | Fecha 2            | Fecha 2                    | Fecha 2     | Fecha 2 |
| Local                | Resultado | Visita             | Estadio                    | Fecha       | Hora    |
| -------------------- | --------- | ------------------ | -------------------------- | ----------- | ------- |
| Audax Italiano       | 2 - 0     | Santiago Wanderers | Bicentenario de La Florida | 9 de enero  | 20:00   |
| Universidad de Chile | 0 - 1     | Palestino          | Santa Laura                | 10 de enero | 20:00   |
| Huachipato           | 3 - 2     | Rangers            | CAP                        | 10 de enero | 20:00   |
| Deportes Iquique     | 2 - 0     | Cobresal           | Tierra de Campeones        | 10 de enero | 22:00   |
| Unión La Calera      | 0 - 2     | U. de Concepción   | Nicolás Chahuán Nazar      | 11 de enero | 17:00   |
| Universidad Católica | 1 - 0     | Unión Española     | San Carlos                 | 11 de enero | 19:30   |
| Deportes Antofagasta | 0 - 0     | O'Higgins          | Calvo y Bascuñán           | 11 de enero | 22:00   |
| Cobreloa             | 3 - 1     | Ñublense           | Luis Becerra Constanzo     | 12 de enero | 16:00   |
| Everton              | 0 - 2     | Colo-Colo          | Bicentenario Lucio Fariña  | 12 de enero | 18:30   |

| Fecha 3            | Fecha 3   | Fecha 3              | Fecha 3                | Fecha 3     | Fecha 3 |
| Local              | Resultado | Visita               | Estadio                | Fecha       | Hora    |
| ------------------ | --------- | -------------------- | ---------------------- | ----------- | ------- |
| Santiago Wanderers | 2 - 2     | Palestino            | Lucio Fariña           | 13 de enero | 20:00   |
| Cobresal           | 2 - 1     | Universidad de Chile | El Cobre               | 14 de enero | 15:30   |
| U. de Concepción   | 2 - 1     | Universidad Católica | CAP                    | 14 de enero | 18:00   |
| O'Higgins          | 1 - 1     | Audax Italiano       | Monumental             | 14 de enero | 20:30   |
| Cobreloa           | 1 - 1     | Huachipato           | Luis Becerra Constanzo | 15 de enero | 16:00   |
| Rangers            | 3 - 0     | Everton              | Fiscal de Talca        | 15 de enero | 16:00   |
| Unión Española     | 1 - 1     | Deportes Iquique     | Santa Laura            | 15 de enero | 18:30   |
| Ñublense           | 2 - 0     | Unión La Calera      | Nelson Oyarzún         | 15 de enero | 20:00   |
| Colo-Colo          | 1 - 1     | Deportes Antofagasta | Monumental             | 15 de enero | 21:00   |

| Fecha 4              | Fecha 4   | Fecha 4              | Fecha 4                    | Fecha 4     | Fecha 4 |
| Local                | Resultado | Visita               | Estadio                    | Fecha       | Hora    |
| -------------------- | --------- | -------------------- | -------------------------- | ----------- | ------- |
| Palestino            | 1 - 0     | U. de Concepción     | Municipal de La Cisterna   | 24 de enero | 18:30   |
| Huachipato           | 1 - 2     | Unión Española       | CAP                        | 25 de enero | 17:00   |
| Audax Italiano       | 1 - 1     | Universidad Católica | Bicentenario de La Florida | 25 de enero | 19:30   |
| Deportes Antofagasta | 1 - 0     | Cobresal             | Calvo y Bascuñán           | 25 de enero | 19:30   |
| Unión La Calera      | 3 - 1     | Rangers              | Nicolás Chahuán            | 25 de enero | 19:30   |
| Deportes Iquique     | 2 - 5     | Colo-Colo            | Tierra de Campeones        | 25 de enero | 22:00   |
| Everton              | 0 - 2     | O'Higgins            | Bicentenario Lucio Fariña  | 26 de enero | 17:00   |
| Universidad de Chile | 5 - 0     | Ñublense             | Santa Laura                | 26 de enero | 19:30   |
| Santiago Wanderers   | 2 - 2     | Cobreloa             | Bicentenario Lucio Fariña  | 27 de enero | 20:00   |

| Fecha 5              | Fecha 5   | Fecha 5              | Fecha 5                | Fecha 5      | Fecha 5 |
| Local                | Resultado | Visita               | Estadio                | Fecha        | Hora    |
| -------------------- | --------- | -------------------- | ---------------------- | ------------ | ------- |
| U. de Concepción     | 2 - 3     | Everton              | Municipal de Yumbel    | 31 de enero  | 18:30   |
| Universidad Católica | 5 - 3     | Palestino            | San Carlos             | 31 de enero  | 21:00   |
| O'Higgins            | 2 - 0     | Santiago Wanderers   | Monumental             | 1 de febrero | 17:00   |
| Unión La Calera      | 0 - 2     | Deportes Iquique     | Nicolás Chahuán        | 1 de febrero | 19:30   |
| Unión Española       | 3 - 2     | Ñublense             | Santa Laura            | 1 de febrero | 22:00   |
| Cobreloa             | 2 - 0     | Audax Italiano       | Luis Becerra Constanzo | 2 de febrero | 16:00   |
| Cobresal             | 2 - 2     | Rangers              | El Cobre               | 2 de febrero | 16:00   |
| Deportes Antofagasta | 1 - 3     | Universidad de Chile | Calvo y Bascuñán       | 2 de febrero | 17:00   |
| Colo-Colo            | 5 - 3     | Huachipato           | Monumental             | 2 de febrero | 19:30   |

| Rangers            | 2 - 1 | Cobreloa             | Bicentenario Fiscal de Talca | 7 de febrero | 18:30 |
| Audax Italiano     | 0 - 1 | Unión La Calera      | Bicentenario de La Florida   | 7 de febrero | 21:00 |
| Cobresal           | 0 - 1 | Universidad Católica | El Cobre                     | 8 de febrero | 16:00 |
| Palestino          | 1 - 1 | O'Higgins            | Municipal de La Cisterna     | 8 de febrero | 18:30 |
| Everton            | 1 - 1 | Deportes Antofagasta | Bicentenario Lucio Fariña    | 8 de febrero | 21:00 |
| Santiago Wanderers | 2 - 1 | Universidad de Chile | Bicentenario Lucio Fariña    | 9 de febrero | 16:30 |
| Huachipato         | 0 - 1 | Deportes Iquique     | CAP                          | 9 de febrero | 17:00 |
| Ñublense           | 3 - 1 | U. de Concepción     | Bicentenario Nelson Oyarzún  | 9 de febrero | 18:00 |
| Unión Española     | 1 - 4 | Colo-Colo            | Santa Laura                  | 9 de febrero | 19:00 |

| Cobreloa             | 1 - 1 | Unión Española     | Luis Becerra Constanzo | 14 de febrero | 18:00 |
| Colo-Colo            | 3 - 1 | Rangers            | Monumental             | 14 de febrero | 20:30 |
| U. de Concepción     | 1 - 1 | Cobresal           | Municipal de Yumbel    | 15 de febrero | 17:00 |
| Unión La Calera      | 2 - 3 | Palestino          | Nicolás Chahúan Nazar  | 15 de febrero | 17:00 |
| Universidad Católica | 7 - 1 | Huachipato         | San Carlos             | 15 de febrero | 19:30 |
| Deportes Antofagasta | 0 - 1 | Audax Italiano     | Calvo y Bascuñán       | 15 de febrero | 22:00 |
| Deportes Iquique     | 3 - 1 | Santiago Wanderers | Tierra de Campeones    | 15 de febrero | 22:00 |
| Ñublense             | 0 - 2 | O'Higgins          | Nelson Oyarzún         | 16 de febrero | 17:00 |
| Universidad de Chile | 2 - 1 | Everton            | Santa Laura            | 16 de febrero | 19:30 |

| Fecha 8            | Fecha 8   | Fecha 8              | Fecha 8                      | Fecha 8       | Fecha 8 | Fecha 8 |
| Local              | Resultado | Visita               | Estadio                      | Fecha         | Hora    |         |
| ------------------ | --------- | -------------------- | ---------------------------- | ------------- | ------- | ------- |
| Audax Italiano     | 3 - 3     | Universidad de Chile | Bicentenario de La Florida   | 21 de febrero | 19:00   |         |
| Huachipato         | 1 - 0     | Ñublense             | CAP                          | 21 de febrero | 21:30   |         |
| Rangers            | 0 - 0     | U. de Concepción     | Bicentenario Fiscal de Talca | 22 de febrero | 16:00   |         |
| O'Higgins          | 2 - 0     | Universidad Católica | Monumental                   | 22 de febrero | 18:30   |         |
| Unión Española     | 1 - 3     | Everton              | Santa Laura                  | 22 de febrero | 21:00   |         |
| Deportes Iquique   | 3 - 2     | Deportes Antofagasta | Tierra de Campeones          | 22 de febrero | 22:00   |         |
| Cobresal           | 3 - 0     | Cobreloa             | El Cobre                     | 23 de febrero | 16:30   |         |
| Santiago Wanderers | 1 - 0     | Unión La Calera      | Elías Figueroa Brander       | 23 de febrero | 16:30   |         |
| Palestino          | 1 - 2     | Colo-Colo            | Santa Laura                  | 23 de febrero | 19:00   |         |

| Universidad Católica | 1 - 0 | Deportes Iquique   | San Carlos                  | 27 de febrero | 20:00 |
| Colo-Colo            | 3 - 2 | Cobresal           | Monumental                  | 28 de febrero | 19:00 |
| Universidad de Chile | 3 - 3 | Unión Española     | Santa Laura                 | 1 de marzo    | 16:00 |
| Huachipato           | 1 - 0 | O'Higgins          | CAP                         | 1 de marzo    | 18:30 |
| Deportes Antofagasta | 2 - 3 | Unión La Calera    | Calvo y Bascuñán            | 1 de marzo    | 18:30 |
| Audax Italiano       | 2 - 2 | U. de Concepción   | Bicentenario de La Florida  | 1 de marzo    | 21:00 |
| Cobreloa             | 0 - 1 | Palestino          | Luis Becerra Constanzo      | 2 de marzo    | 16:00 |
| Everton              | 2 - 1 | Santiago Wanderers | Santa Laura                 | 2 de marzo    | 17:00 |
| Ñublense             | 1 - 0 | Rangers            | Bicentenario Nelson Oyarzún | 2 de marzo    | 19:30 |

| Fecha 10           | Fecha 10  | Fecha 10             | Fecha 10                    | Fecha 10   | Fecha 10 | Fecha 10 |
| Local              | Resultado | Visita               | Estadio                     | Fecha      | Hora     |          |
| ------------------ | --------- | -------------------- | --------------------------- | ---------- | -------- | -------- |
| Palestino          | 2 - 1     | Huachipato           | Municipal de La Cisterna    | 6 de marzo | 16:00    |          |
| Santiago Wanderers | 1 - 1     | Ñublense             | Elías Figueroa Brander      | 6 de marzo | 18:15    |          |
| Unión Española     | 3 - 2     | Audax Italiano       | Santa Laura                 | 6 de marzo | 20:30    |          |
| U. de Concepción   | 1 - 1     | Deportes Antofagasta | Municipal de Yumbel         | 8 de marzo | 16:00    |          |
| O'Higgins          | 1 - 0     | Universidad de Chile | Bicentenario Nelson Oyarzún | 8 de marzo | 18:30    |          |
| Deportes Iquique   | 5 - 2     | Cobreloa             | Tierra de Campeones         | 8 de marzo | 22:00    |          |
| Cobresal           | 2 - 0     | Everton              | El Cobre                    | 9 de marzo | 16:00    |          |
| Unión La Calera    | 1 - 5     | Colo-Colo            | Francisco Sánchez Rumoroso  | 9 de marzo | 16:00    |          |
| Rangers            | 0 - 2     | Universidad Católica | Fiscal de Talca             | 9 de marzo | 18:30    |          |

| Huachipato           | 1 - 0 | Cobresal             | CAP                          | 14 de marzo | 20:00 |
| Cobreloa             | 0 - 0 | Colo-Colo            | Calvo y Bascuñán             | 15 de marzo | 16:00 |
| Universidad de Chile | 3 - 1 | Deportes Iquique     | CAP                          | 15 de marzo | 18:30 |
| Ñublense             | 2 - 1 | Audax Italiano       | Bicentenario Nelson Oyarzún  | 15 de marzo | 21:00 |
| Rangers              | 1 - 3 | Deportes Antofagasta | Bicentenario Fiscal de Talca | 16 de marzo | 16:00 |
| O'Higgins            | 0 - 0 | U. de Concepción     | Bicentenario Nelson Oyarzún  | 16 de marzo | 18:30 |
| Santiago Wanderers   | 0 - 2 | Universidad Católica | Elías Figueroa Brander       | 17 de marzo | 20:00 |
| Everton              | 1 - 0 | Unión La Calera      | Elías Figueroa Brander       | 18 de marzo | 20:00 |
| Palestino            | 1 - 2 | Unión Española       | Municipal de La Cisterna     | 26 de marzo | 17:00 |

| Audax Italiano       | 0 - 0 | Huachipato           | Bicentenario de La Florida | 21 de marzo | 20:00 |  |
| U. de Concepción     | 2 - 1 | Santiago Wanderers   | CAP                        | 22 de marzo | 12:30 |  |
| Deportes Antofagasta | 2 - 1 | Palestino            | Calvo y Bascuñán           | 22 de marzo | 20:30 |  |
| Universidad Católica | 0 - 3 | Universidad de Chile | San Carlos                 | 23 de marzo | 11:30 |  |
| Cobresal             | 2 - 1 | Ñublense             | El Cobre                   | 23 de marzo | 16:00 |  |
| Unión Española       | 4 - 0 | Rangers              | Santa Laura                | 23 de marzo | 16:00 |  |
| Unión La Calera      | 0 - 1 | Cobreloa             | Nicolás Chahúan Nazar      | 23 de marzo | 17:30 |  |
| Colo-Colo            | 3 - 0 | O'Higgins            | Monumental                 | 23 de marzo | 19:30 |  |
| Deportes Iquique     | 2 - 0 | Everton              | Tierra de Campeones        | 23 de marzo | 22:00 |  |

| Universidad de Chile | 0 - 1 | Unión La Calera      | Santa Laura                 | 29 de marzo | 11:30 |
| Palestino            | 0 - 0 | Rangers              | Municipal de La Cisterna    | 29 de marzo | 13:30 |
| Cobreloa             | 2 - 1 | Universidad Católica | Calvo y Bascuñán            | 29 de marzo | 15:30 |
| Santiago Wanderers   | 4 - 0 | Unión Española       | Elías Figueroa Brander      | 29 de marzo | 17:30 |
| Ñublense             | 3 - 0 | Deportes Iquique     | Bicentenario Nelson Oyarzún | 30 de marzo | 16:00 |
| Huachipato           | 4 - 1 | Deportes Antofagasta | CAP                         | 30 de marzo | 16:00 |
| O'Higgins            | 3 - 2 | Cobresal             | Municipal de La Pintana     | 30 de marzo | 16:00 |
| Colo-Colo            | 1 - 2 | U. de Concepción     | Monumental                  | 30 de marzo | 18:30 |
| Everton              | 1 - 1 | Audax Italiano       | Elías Figueroa Brander      | 31 de marzo | 20:00 |

| Deportes Antofagasta | 1 - 0 | Ñublense           | Calvo y Bascuñán             | 4 de abril | 20:00 |
| Cobreloa             | 2 - 1 | O'Higgins          | Luis Becerra Constanzo       | 5 de abril | 12:30 |
| U. de Concepción     | 1 - 1 | Huachipato         | CAP                          | 5 de abril | 15:30 |
| Rangers              | 1 - 0 | Santiago Wanderers | Bicentenario Fiscal de Talca | 5 de abril | 15:30 |
| Universidad Católica | 3 - 1 | Everton            | San Carlos                   | 5 de abril | 18:00 |
| Universidad de Chile | 0 - 1 | Colo-Colo          | Nacional                     | 6 de abril | 15:30 |
| Cobresal             | 1 - 1 | Palestino          | El Cobre                     | 6 de abril | 16:00 |
| Unión La Calera      | 4 - 0 | Unión Española     | Nicolás Chahúan Nazar        | 6 de abril | 18:30 |
| Audax Italiano       | 3 - 0 | Deportes Iquique   | Bicentenario de La Florida   | 6 de abril | 20:30 |

| Deportes Iquique     | 0 - 1 | Rangers              | Municipal de La Pintana     | 11 de abril | 16:00 |
| Audax Italiano       | 1 - 3 | Cobresal             | Bicentenario de La Florida  | 11 de abril | 20:00 |
| Unión Española       | 2 - 1 | U. de Concepción     | Santa Laura                 | 12 de abril | 12:30 |
| Everton              | 2 - 0 | Cobreloa             | Elías Figueroa Brander      | 12 de abril | 15:30 |
| Universidad Católica | 2 - 0 | Deportes Antofagasta | San Carlos                  | 12 de abril | 18:00 |
| O'Higgins            | 0 - 0 | Unión La Calera      | Municipal de La Pintana     | 12 de abril | 20:30 |
| Colo-Colo (C)        | 1 - 0 | Santiago Wanderers   | Monumental                  | 13 de abril | 12:00 |
| Ñublense             | 0 - 2 | Palestino            | Bicentenario Nelson Oyarzún | 13 de abril | 15:30 |
| Huachipato           | 5 - 2 | Universidad de Chile | CAP                         | 13 de abril | 15:30 |

| Palestino          | 0 - 1 | Deportes Iquique     | Municipal de La Cisterna     | 19 de abril | 12:30 |
| Rangers (D)        | 0 - 2 | Audax Italiano       | Bicentenario Fiscal de Talca | 19 de abril | 12:30 |
| U. de Concepción   | 1 - 0 | Universidad de Chile | CAP                          | 19 de abril | 15:00 |
| Unión Española     | 1 - 4 | O'Higgins            | Santa Laura                  | 19 de abril | 17:30 |
| Unión La Calera    | 0 - 6 | Huachipato           | Nicolás Chahuán              | 19 de abril | 20:00 |
| Colo-Colo          | 2 - 2 | Universidad Católica | Monumental                   | 20 de abril | 15:30 |
| Cobreloa           | 0 - 1 | Deportes Antofagasta | Luis Becerra Constanzo       | 20 de abril | 16:00 |
| Everton            | 1 - 1 | Ñublense             | Santa Laura                  | 20 de abril | 18:30 |
| Santiago Wanderers | 2 - 0 | Cobresal             | Elías Figueroa Brander       | 21 de abril | 20:00 |

| O'Higgins            | 1 - 1 | Rangers            | Municipal de La Pintana     | 25 de abril | 20:00 |
| Audax Italiano       | 1 - 1 | Palestino          | Bicentenario de La Florida  | 26 de abril | 15:30 |
| Huachipato           | 0 - 0 | Everton (D)        | CAP                         | 26 de abril | 15:30 |
| Universidad Católica | 1 - 1 | Unión La Calera    | San Carlos                  | 26 de abril | 15:30 |
| Deportes Iquique     | 0 - 1 | U. de Concepción   | Tierra de Campeones         | 26 de abril | 17:30 |
| Deportes Antofagasta | 1 - 1 | Santiago Wanderers | Calvo y Bascuñán            | 26 de abril | 18:00 |
| Cobresal             | 2 - 0 | Unión Española     | El Cobre                    | 27 de abril | 15:00 |
| Ñublense             | 3 - 5 | Colo-Colo          | Bicentenario Nelson Oyarzún | 27 de abril | 15:30 |
| Universidad de Chile | 0 - 4 | Cobreloa           | Santa Laura                 | 27 de abril | 18:00 |

## Campeón
|                               |
| Campeón Colo-Colo 30.º título |
|                               |

## Liguilla Pre-Sudamericana
- Este "Mini-campeonato" contará con la participación de 4 equipos, los cuales disputarán partidos de ida y vuelta, para definir al equipo que obtendrá el cupo de "Chile 2" para la Copa Sudamericana 2014 y poder acompañar a Deportes Iquique, Huachipato y Universidad Católica, en el torneo continental de clubes de este año. Universidad de Concepción, Palestino, Cobreloa y Cobresal, definen en una liguilla en formato de eliminación directa, quien obtendrá el último cupo chileno, para la Copa Sudamericana del año en curso.

### Clasificados
| Equipo                    |
| ------------------------- |
| Universidad de Concepción |
| Palestino                 |
| Cobreloa                  |
| Cobresal                  |

### Resultados

#### Primera ronda
| 30 de abril de 2014, 16:00 | Cobresal | 0:0     | Universidad de Concepción | El Cobre, El Salvador                                   |                                                         |
|                            |          | Reporte |                           | Asistencia: 305 espectadores Árbitro(s): Carlos Rumiano | Asistencia: 305 espectadores Árbitro(s): Carlos Rumiano |

| 4 de mayo de 2014, 15:30 | Universidad de Concepción | 2:3     | Cobresal                                  | Municipal, Yumbel                                        |                                                          |
|                          | Cabral 19' · Muñoz 75'    | Reporte | 22' Salinas · 59' Navarro · 90+3' Cantero | Asistencia: 1.700 espectadores Árbitro(s): Enrique Osses | Asistencia: 1.700 espectadores Árbitro(s): Enrique Osses |

| 30 de abril de 2014, 19:30 | Cobreloa | 0:1     | Palestino | Calvo y Bascuñan, Antofagasta                              |                                                            |
|                            |          | Reporte | 49' Ramos | Asistencia: 1.417 espectadores Árbitro(s): Christian Rojas | Asistencia: 1.417 espectadores Árbitro(s): Christian Rojas |

| 4 de mayo de 2014, 12:00 | Palestino                             | 4:0     | Cobreloa | Municipal, La Cisterna                                    |                                                           |
|                          | Duma 37', 75' · Ramos 64' · López 68' | Reporte |          | Asistencia: 2.028 espectadores Árbitro(s): Patricio Polic | Asistencia: 2.028 espectadores Árbitro(s): Patricio Polic |

#### Ronda final
| 7 de mayo de 2014, 15:30 | Cobresal                    | 2:0     | Palestino | El Cobre, El Salvador                                   |                                                         |
|                          | Cantero 14' · Maldonado 88' | Reporte |           | Asistencia: 964 espectadores Árbitro(s): Julio Bascuñán | Asistencia: 964 espectadores Árbitro(s): Julio Bascuñán |

| 11 de mayo de 2014, 12:00 | Palestino                     | 2:1     | Cobresal    | Municipal, La Cisterna     |                            |
|                           | Carvajal 45+4' · Riquelme 58' | Reporte | 67' Salinas | Árbitro(s): Eduardo Gamboa | Árbitro(s): Eduardo Gamboa |

Clasificado
| (Ganador Final Liguilla) Cobresal Clasificado a Copa Sudamericana 2014 como «Chile 2» |

## Estadísticas
| Top 10          | Top 10               | Top 10 |
| Jugador         | Equipo               | Goles  |
| --------------- | -------------------- | ------ |
| Esteban Paredes | Colo-Colo            | 16     |
| David Llanos    | Huachipato           | 13     |
| Patricio Rubio  | Universidad de Chile | 11     |
| Leandro Benegas | Unión La Calera      | 10     |
| Gustavo Canales | Unión Española       | 9      |
| Ever Cantero    | Cobresal             | 8      |
| Felipe Flores   | Colo-Colo            | 8      |
| Luciano Vázquez | Ñublense             | 8      |
| Carlos Salom    | Unión Española       | 8      |
| Felipe Mora     | Audax Italiano       | 7      |

| Tabla de goleadores completa | Tabla de goleadores completa | Tabla de goleadores completa |
| Jugador                      | Equipo                       | Goles                        |
| ---------------------------- | ---------------------------- | ---------------------------- |
| Gabriel Méndez               | Cobreloa                     | 7                            |
| Manuel Villalobos            | Deportes Iquique             | 7                            |
| Gastón Cellerino             | Santiago Wanderers           | 7                            |
| Darío Bottinelli             | Universidad Católica         | 7                            |
| Javier Elizondo              | Deportes Antofagasta         | 6                            |
| Matías Donoso                | Everton                      | 6                            |
| Lucas Simón                  | Huachipato                   | 6                            |
| Álvaro Ramos                 | Universidad Católica         | 6                            |
| Francisco Arrué              | Huachipato                   | 5                            |
| Sebastián Varas              | Ñublense                     | 5                            |
| Mauricio Gómez               | Rangers                      | 5                            |
| Leonardo Valencia            | Santiago Wanderers           | 5                            |
| Leonardo Monje               | Universidad de Concepción    | 5                            |
| Bryan Carrasco               | Audax Italiano               | 4                            |
| Gonzalo Fierro               | Colo-Colo                    | 4                            |
| Emiliano Vecchio             | Colo-Colo                    | 4                            |
| Juan Gonzalo Lorca           | Deportes Antofagasta         | 4                            |
| Gerson Martínez              | Deportes Iquique             | 4                            |
| Santiago Romero              | Deportes Iquique             | 4                            |
| Pablo Hernández              | O'Higgins                    | 4                            |
| Roberto Gutiérrez*           | Palestino                    | 4                            |
| Ramiro Costa                 | Universidad Católica         | 4                            |
| Pedro Muñoz                  | Universidad de Concepción    | 4                            |
| Gabriel Vargas               | Universidad de Concepción    | 4                            |
| Marco Medel                  | Audax Italiano               | 3                            |
| Álvaro López                 | Cobreloa                     | 3                            |
| Jaime Valdés                 | Colo-Colo                    | 3                            |
| Emiliano Romero              | Everton                      | 3                            |
| Tomás Lanzini                | Ñublense                     | 3                            |
| Diego Chaves                 | O'Higgins                    | 3                            |
| Renato Ramos                 | Palestino                    | 3                            |
| Matías Campos Toro           | Unión Española               | 3                            |
| Mario Berríos                | Unión La Calera              | 3                            |
| Paulo Rosales                | Unión La Calera              | 3                            |
| Sixto Peralta                | Universidad de Concepción    | 3                            |
| Rubén Ramírez                | Audax Italiano               | 2                            |
| Cristian Gaitán              | Cobreloa                     | 2                            |
| Ignacio Herrera              | Cobreloa                     | 2                            |
| Johan Fuentes                | Cobresal                     | 2                            |
| Patricio Jerez               | Cobresal                     | 2                            |
| Lino Maldonado               | Cobresal                     | 2                            |
| Lucas Parodi                 | Cobresal                     | 2                            |
| Guillermo Suárez             | Cobresal                     | 2                            |
| Juan Delgado                 | Colo-Colo                    | 2                            |
| Mauro Olivi                  | Colo-Colo                    | 2                            |
| Luis Pavez                   | Colo-Colo                    | 2                            |
| Cristián Canío               | Deportes Antofagasta         | 2                            |
| Esteban González             | Deportes Antofagasta         | 2                            |
| Michael Silva                | Deportes Antofagasta         | 2                            |
| Luis Valenzuela              | Deportes Antofagasta         | 2                            |
| Rodrigo Díaz                 | Deportes Iquique             | 2                            |
| Pablo González               | Deportes Iquique             | 2                            |
| César Pinares                | Deportes Iquique             | 2                            |
| Ángel Rojas                  | Everton                      | 2                            |
| Omar Merlo                   | Huachipato                   | 2                            |
| Mauricio Yedro               | Huachipato                   | 2                            |
| José Antonio Rojas           | Ñublense                     | 2                            |
| Luis Pedro Figueroa          | O'Higgins                    | 2                            |
| Yerson Opazo                 | O'Higgins                    | 2                            |
| Esteban Carvajal             | Palestino                    | 2                            |
| Juan Ignacio Duma            | Palestino                    | 2                            |
| Miguel Escalona              | Palestino                    | 2                            |
| Sergio López                 | Palestino                    | 2                            |
| Nicolás Suárez               | Palestino                    | 2                            |
| Francisco Alarcón            | Rangers                      | 2                            |
| Fabián Bordagaray            | Rangers                      | 2                            |
| Rodolfo González             | Rangers                      | 2                            |
| Gervasio Núñez               | Rangers                      | 2                            |
| Jean Paul Pineda             | Rangers                      | 2                            |
| Nicolás Canales              | Santiago Wanderers           | 2                            |
| Sebastián Méndez             | Santiago Wanderers           | 2                            |
| Matías Mier                  | Santiago Wanderers           | 2                            |
| Boris Sagredo                | Santiago Wanderers           | 2                            |
| Patricio Vidal               | Unión Española               | 2                            |
| Rodrigo Gattas               | Unión La Calera              | 2                            |
| Enzo Andía                   | Universidad Católica         | 2                            |
| Fernando Cordero             | Universidad Católica         | 2                            |
| Milovan Mirosevic            | Universidad Católica         | 2                            |
| José Luis Muñoz              | Universidad Católica         | 2                            |
| Francisco Castro             | Universidad de Chile         | 2                            |
| Isaac Díaz                   | Universidad de Chile         | 2                            |
| Gustavo Lorenzetti           | Universidad de Chile         | 2                            |
| Juan Rodrigo Rojas           | Universidad de Chile         | 2                            |
| Fernando Manríquez           | Universidad de Concepción    | 2                            |
| Juan Cornejo                 | Audax Italiano               | 1                            |
| Alexis Delgado               | Audax Italiano               | 1                            |
| Nelson Saavedra              | Audax Italiano               | 1                            |
| Diego Valdés                 | Audax Italiano               | 1                            |
| Alejandro Vásquez            | Audax Italiano               | 1                            |
| Sebastián Vegas              | Audax Italiano               | 1                            |
| Jaime Grondona               | Cobreloa                     | 1                            |
| René Lima                    | Cobreloa                     | 1                            |
| José Pérez                   | Cobreloa                     | 1                            |
| Miguel Sanhueza              | Cobreloa                     | 1                            |
| Michael Contreras            | Cobresal                     | 1                            |
| Rodrigo Ramírez              | Cobresal                     | 1                            |
| Alexis Salazar               | Cobresal                     | 1                            |
| Víctor Sarabia               | Cobresal                     | 1                            |
| Mariano Torres               | Cobresal                     | 1                            |
| Rodrigo Ureña                | Cobresal                     | 1                            |
| Claudio Baeza                | Colo-Colo                    | 1                            |
| Julio Barroso                | Colo-Colo                    | 1                            |
| José Pedro Fuenzalida        | Colo-Colo                    | 1                            |
| Exequiel Benavídez           | Deportes Iquique             | 1                            |
| Walter Mazzolatti            | Deportes Iquique             | 1                            |
| Orlando Gutiérrez            | Everton                      | 1                            |
| Camilo Ponce                 | Everton                      | 1                            |
| Carlos Retamales             | Everton                      | 1                            |
| Fernando Saavedra            | Everton                      | 1                            |
| José Contreras               | Huachipato                   | 1                            |
| Carlos Espinosa              | Huachipato                   | 1                            |
| Felipe Reynero               | Huachipato                   | 1                            |
| Miguel Alba                  | Ñublense                     | 1                            |
| Emanuel Croce                | Ñublense                     | 1                            |
| Mathías Riquero              | Ñublense                     | 1                            |
| Albert Acevedo               | O'Higgins                    | 1                            |
| Pablo Calandria              | O'Higgins                    | 1                            |
| Fernando Gutiérrez           | O'Higgins                    | 1                            |
| Osmán Huerta                 | O'Higgins                    | 1                            |
| Braulio Leal                 | O'Higgins                    | 1                            |
| Gastón Lezcano               | O'Higgins                    | 1                            |
| Alejandro López              | O'Higgins                    | 1                            |
| Roberto Órdenes              | O'Higgins                    | 1                            |
| Benjamín Vidal               | O'Higgins                    | 1                            |
| César Henríquez              | Palestino                    | 1                            |
| Claudio Latorre              | Palestino                    | 1                            |
| Marcelo Morales              | Palestino                    | 1                            |
| Matías Ramírez               | Palestino                    | 1                            |
| Rodrigo Riquelme             | Palestino                    | 1                            |
| César Valenzuela             | Palestino                    | 1                            |
| Sebastián Pol                | Santiago Wanderers           | 1                            |
| Roberto Saldías              | Santiago Wanderers           | 1                            |
| Nicolás Berardo              | Unión Española               | 1                            |
| Dagoberto Currimilla         | Unión Española               | 1                            |
| Sebastián Jaime              | Unión Española               | 1                            |
| Luis Casanova                | Unión La Calera              | 1                            |
| Juan Pablo Gómez             | Unión La Calera              | 1                            |
| Matías Rubio                 | Unión La Calera              | 1                            |
| Cristián Álvarez             | Universidad Católica         | 1                            |
| Marko Biskupovic             | Universidad Católica         | 1                            |
| Tomás Costa                  | Universidad Católica         | 1                            |
| Mark González                | Universidad Católica         | 1                            |
| Fernando Meneses             | Universidad Católica         | 1                            |
| Michael Ríos                 | Universidad Católica         | 1                            |
| Diego Rojas                  | Universidad Católica         | 1                            |
| Roberto Cereceda             | Universidad de Chile         | 1                            |
| Rubén Farfán                 | Universidad de Chile         | 1                            |
| Ramón Fernández              | Universidad de Chile         | 1                            |
| Rodrigo Mora                 | Universidad de Chile         | 1                            |
| Michael Lepe                 | Universidad de Concepción    | 1                            |
| Diego Ruiz                   | Universidad de Concepción    | 1                            |

### Tripletas, pókers o manos
Aquí se encuentra la lista de tripletas o hat-tricks, póker de goles y manos (en general, tres o más goles anotados por un jugador en un mismo encuentro) convertidos en la temporada.
| Fecha     | Jugador           | Goles                       | Local            | Resultado | Visitante                                                                        | Jornada |
| --------- | ----------------- | --------------------------- | ---------------- | --------- | -------------------------------------------------------------------------------- | ------- |
| 4/1/2014  | Roberto Gutiérrez | 8' · 35' · 73'              | Palestino        | 4 - 0     | Everton                                                                          | 1       |
| 5/1/2014  | Leandro Benegas   | 12' · 46' · 77' · 89'       | Cobresal         | 1 - 5     | Unión La Calera                                                                  | 1       |
| 2/2/2014  | Esteban Paredes   | 10' · 39' · 61'             | Colo-Colo        | 5 - 3     | Huachipato                                                                       | 5       |
| 22/2/2014 | Matías Donoso     | 47' · 59' · 89'             | Unión Española   | 1 - 3     | Everton                                                                          | 8       |
| 22/2/2014 | Manuel Villalobos | 67' · 78' · 90'             | Deportes Iquique | 3 - 2     | Archivo:600px 600px bisection vertical White HEX-0033CC.svg Deportes Antofagasta | 8       |
| 8/3/2014  | Manuel Villalobos | 17' · 27' · 50'             | Deportes Iquique | 5 - 2     | Cobreloa                                                                         | 10      |
| 19/4/2014 | David Llanos      | 4' · 42' · 80'              | Unión La Calera  | 0 - 6     | Huachipato                                                                       | 16      |
| 27/4/2014 | Esteban Paredes   | 39' · 42' · 56' · 63' · 83' | Ñublense         | 3 - 5     | Colo-Colo                                                                        | 17      |

## Asistencia en los estadios

### 20 partidos con mejor asistencia
Fecha de Actualización: 27 de abril de 2014
| Fecha | Estadio                          | Ciudad                   | Local                | Visita                    | Público |
| ----- | -------------------------------- | ------------------------ | -------------------- | ------------------------- | ------- |
| 15    | Monumental                       | Macul (Santiago)         | Colo-Colo            | Santiago Wanderers        | 41.275  |
| 12    | Monumental                       | Macul (Santiago)         | Colo-Colo            | O'Higgins                 | 40.583  |
| 3     | Monumental                       | Macul (Santiago)         | Colo-Colo            | Deportes Antofagasta      | 34.188  |
| 9     | Monumental                       | Macul (Santiago)         | Colo-Colo            | Cobresal                  | 33.659  |
| 7     | Monumental                       | Macul (Santiago)         | Colo-Colo            | Rangers                   | 31.883  |
| 5     | Monumental                       | Macul (Santiago)         | Colo-Colo            | Huachipato                | 29.883  |
| 13    | Monumental                       | Macul (Santiago)         | Colo-Colo            | Universidad de Concepción | 29.516  |
| 14    | Nacional Julio Martínez Prádanos | Ñuñoa (Santiago)         | Universidad de Chile | Colo-Colo                 | 25.689  |
| 16    | Monumental                       | Macul (Santiago)         | Colo-Colo            | Universidad Católica      | 21.530  |
| 1     | Monumental                       | Macul (Santiago)         | Colo-Colo            | Audax Italiano            | 18.208  |
| 11    | Bicentenario Calvo y Bascuñán    | Antofagasta              | Cobreloa             | Colo-Colo                 | 15.250  |
| 10    | Francisco Sánchez Rumoroso       | Coquimbo                 | Unión La Calera      | Colo-Colo                 | 15.035  |
| 4     | Santa Laura Universidad SEK      | Independencia (Santiago) | Universidad de Chile | Ñublense                  | 12.324  |
| 6     | Santa Laura Universidad SEK      | Independencia (Santiago) | Unión Española       | Colo-Colo                 | 11.750  |
| 16    | Elías Figueroa Brander           | Valparaíso               | Santiago Wanderers   | Cobresal                  | 11.304  |
| 2     | Santa Laura Universidad SEK      | Independencia (Santiago) | Universidad de Chile | Palestino                 | 11.174  |
| 8     | Santa Laura Universidad SEK      | Independencia (Santiago) | Palestino            | Colo-Colo                 | 11.133  |
| 12    | San Carlos de Apoquindo          | Las Condes (Santiago)    | Universidad Católica | Universidad de Chile      | 10.511  |
| 2     | San Carlos de Apoquindo          | Las Condes (Santiago)    | Universidad Católica | Unión Española            | 9.678   |
| 17    | Bicentenario Nelson Oyarzún      | Chillán                  | Ñublense             | Colo-Colo                 | 9.021   |